# Don José Pepin Garcia

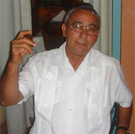
Don José Pepin Garcia

Don José Pepin Garcia is stichter van de El Rey de los Habanos in Little Havana, Miami, Florida. Hij is geboren op 1950 te Báez, Cuba.

## Geschiedenis
José Pepin is afkomstig uit een Cubaanse sigarenfamilie uit Báez. Op zijn 11e levensjaar startte hij in een de tabaksfabriek van een van zijn nonkels. Na twee jaar ervaring ging hij in 1963 werken bij Félix Rodríguez, een bedrijf dat sigaren exporteert ook te Báez.
In de jaren 1990 was hij verantwoordelijk voor de kwaliteitscontrole van Cohiba-sigaren.
Tijdens zijn werk in Cuba won hij verschillende prijzen. Hij won onder andere een productiviteitsprijs, waarbij hij 320 Julieta-sigaren rolde in vier uur tijd.
José Pepin trok weg vanuit Cuba in 2001 naar Nicaragua.
In 2002 richtte hij El Rey de los Habanos op in Miami. In 2006 werd er een tweede fabriek opgericht om aan de groeiende vraag te kunnen voldoen. Tabacalera Cubana (TACUBA) is gevestigd in Estelí, Nicaragua en is veel groter dan El Rey de los Habanos.